# Alla Shishkina
Alla Anatolyevna Shishkina (em russo:  Алла Анатольевна Шишкина; Moscou, 2 de agosto de 1989) é uma nadadora sincronizada russa, bicampeã olímpica por equipes.

## Carreira
Shishkina representou seu país nos Jogos Olímpicos de 2012, ganhando a medalha de ouro por equipes. Na Rio 2016, ela voltou a competir pela equipe russa e a conquistar a medalha de ouro.